# 249 Ilse
249 Ilse eller 1973 PB är en huvudbältesasteroid med ovanligt långsam rotationstid, 3,5 dygn.
Den upptäcktes av astronomen Christian Heinrich Friedrich Peters den 16 augusti 1885 i Clinton, Oneida County, New York. Den namngavs efter Ilse, en legendarisk tysk prinsessa.
På grund av den långa omloppstiden har en möjlig asteroidal satellit till Ilse föreslagits av RP Binzel år 1987. Det finns dock inga bevis för detta.